# Fakirskinn
Fakirskinn (Litschauerella clematitis) är en svampart som tillhör divisionen basidiesvampar, och som först beskrevs av Hubert Bourdot och Amédée Galzin, och fick sitt nu gällande namn av John Eriksson och Leif Ryvarden 1976. Fakirskinn ingår i släktet Litschauerella, och familjen Tubulicrinaceae. Arten är reproducerande i Sverige.